# Istanbul Sapphire
L'Istanbul Sapphire è un grattacielo ubicato nel quartiere Levent presso il distretto Beşiktaş di Istanbul, Turchia.
L'Istanbul Sapphire, che conta 54 piani sopra il livello di terra, con un'altezza strutturale (l'antenna inclusa) di 261 metri (238 metri al livello del tetto) è attualmente (giugno 2023) il quinto grattacielo più alto di Istanbul e della Turchia (era il più alto fra il 2010 e 2016); dietro la Torre della Banca Centrale di Turchia (352 metri / 59 piani) presso il distretto Ataşehir nella parte asiatica della città; Metropol Istanbul Torre A (70 piani / 301 metri incluse le antenne gemelle sopra il suo tetto, 280 metri al livello del tetto) nel distretto Ataşehir; e Skyland Istanbul Torri 1 e 2 (2 x 284 metri / 65 piani) accanto allo stadio del Galatasaray SK nel quartiere Huzur presso il distretto Sarıyer, nella parte europea della città.
Progettato dalla Tabanlıoğlu Architects, raggiunge un'altezza strutturale (l'antenna inclusa) di 261 metri (238 metri al livello del tetto) ed ha 54 piani sopra il livello di terra (con i suoi 10 piani sotto il livello di terra, raggiunge un totale di 64 piani.) La torre è completamente pensata a scopo residenziale, mentre c'è un centro commerciale multi-piano che si estende dal piano d'ingresso ai primi 4 piani sotto il livello di terra. I piani da -5 a -10 sotto il livello di terra sono utilizzati come un parcheggio multi-piano.

## Opere di costruzione
La costruzione del progetto ebbe inizio nel 2006 e fu completata nel 2010. La cerimonia ufficiale d'inaugurazionde ebbe luogo il 4 marzo 2011.
Il progetto è stato realizzato su un terreno di 11 339 m2 e poggia su un'area totale di costruzione di 157 800 m2, che comprendde 35 000 m2 di area commerciale.

## Galleria d'immagini

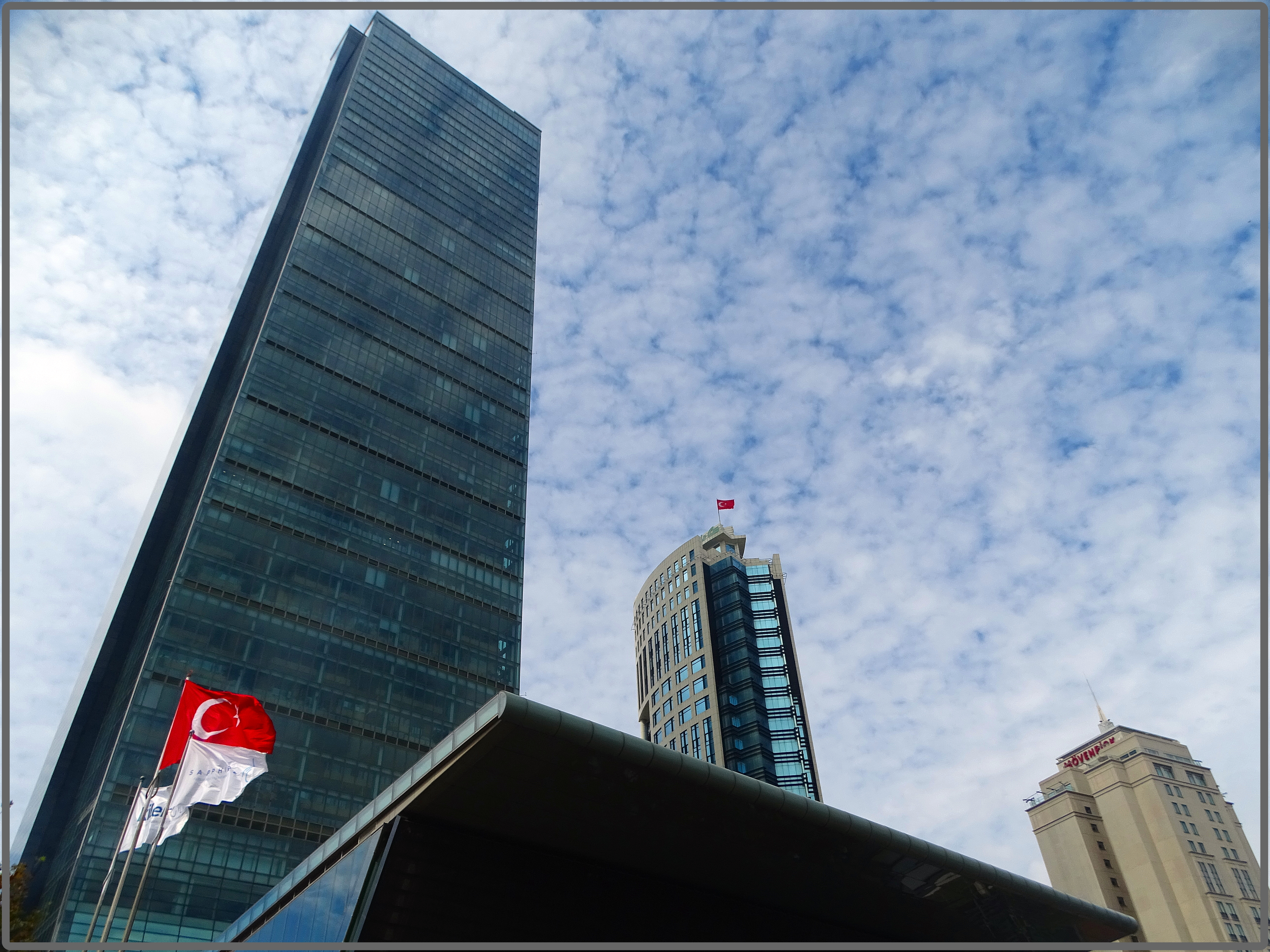
Il grattacielo Istanbul Sapphire a Levent, Istanbul.
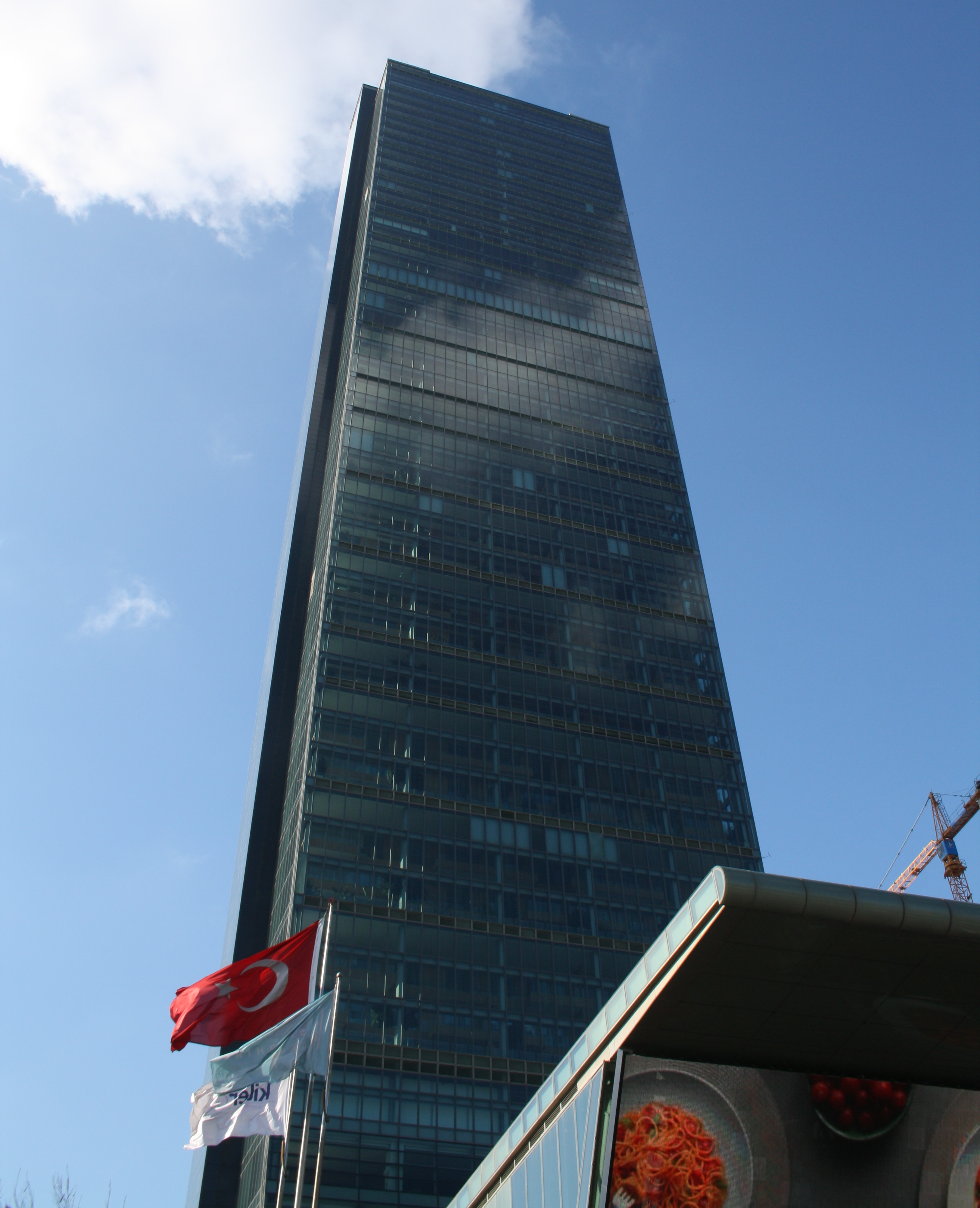
Il grattacielo Istanbul Sapphire a Levent, Istanbul.
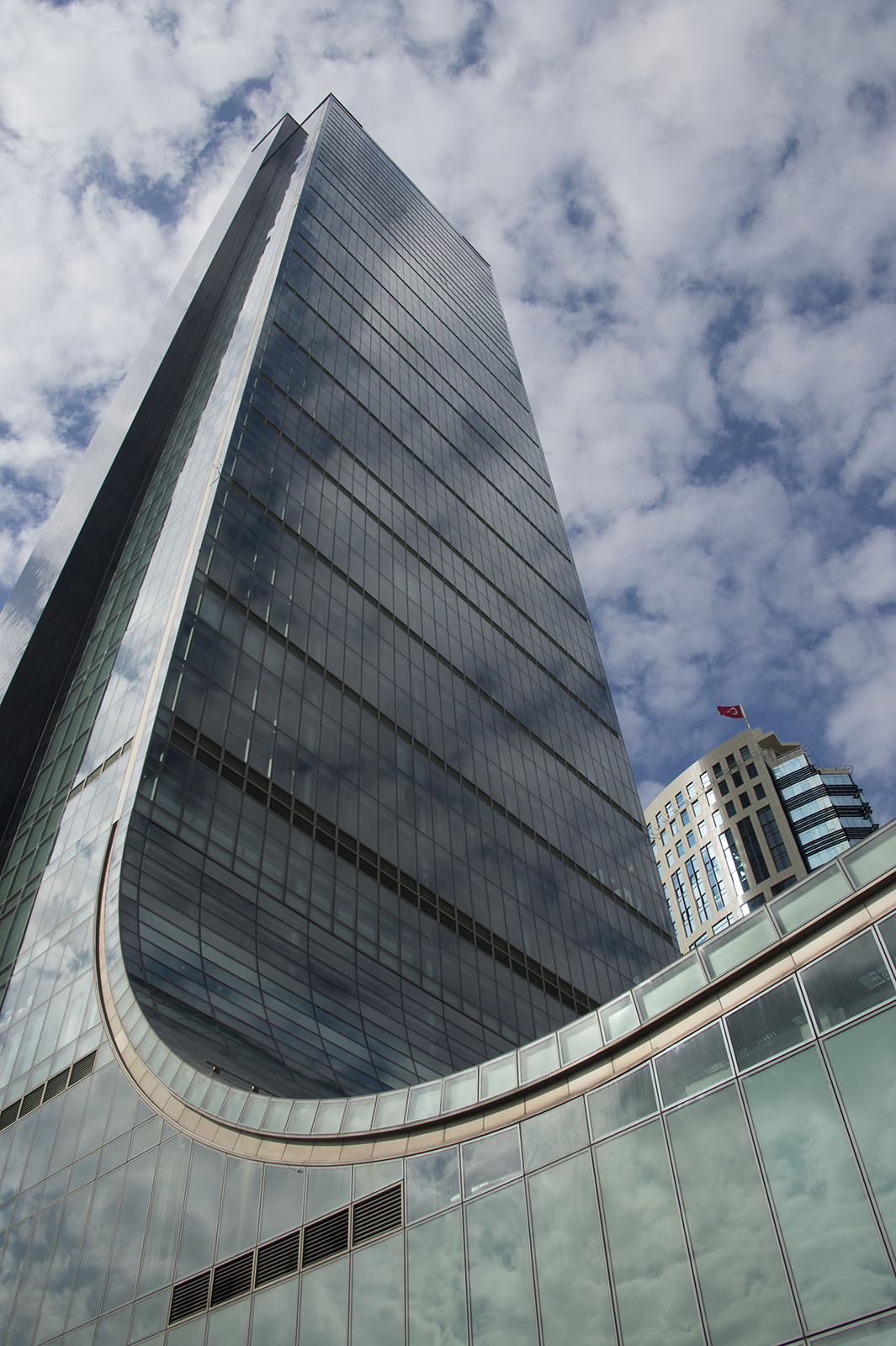
Il grattacielo Istanbul Sapphire a Levent, Istanbul.
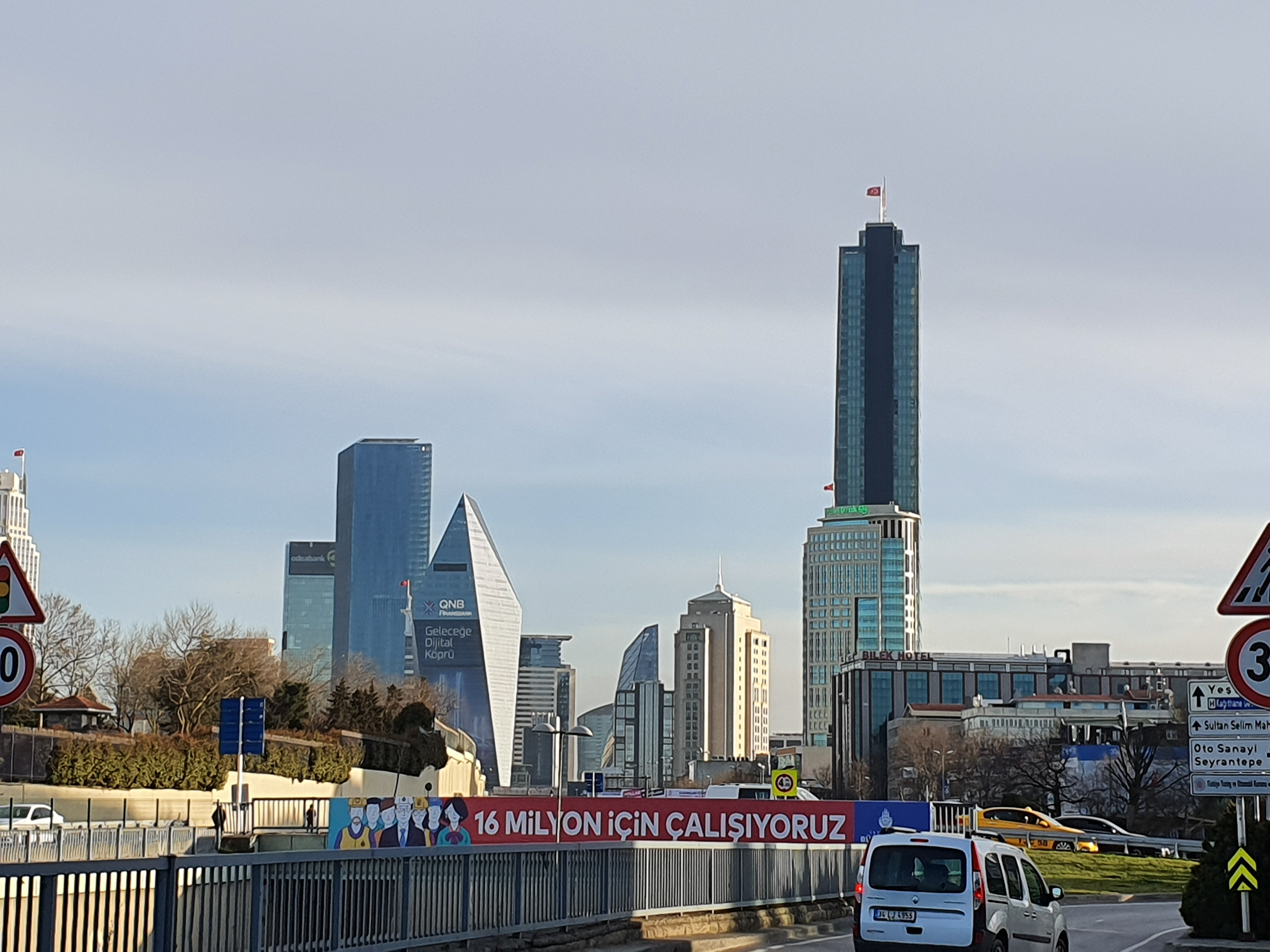
Il grattacielo Istanbul Sapphire a Levent, Istanbul.
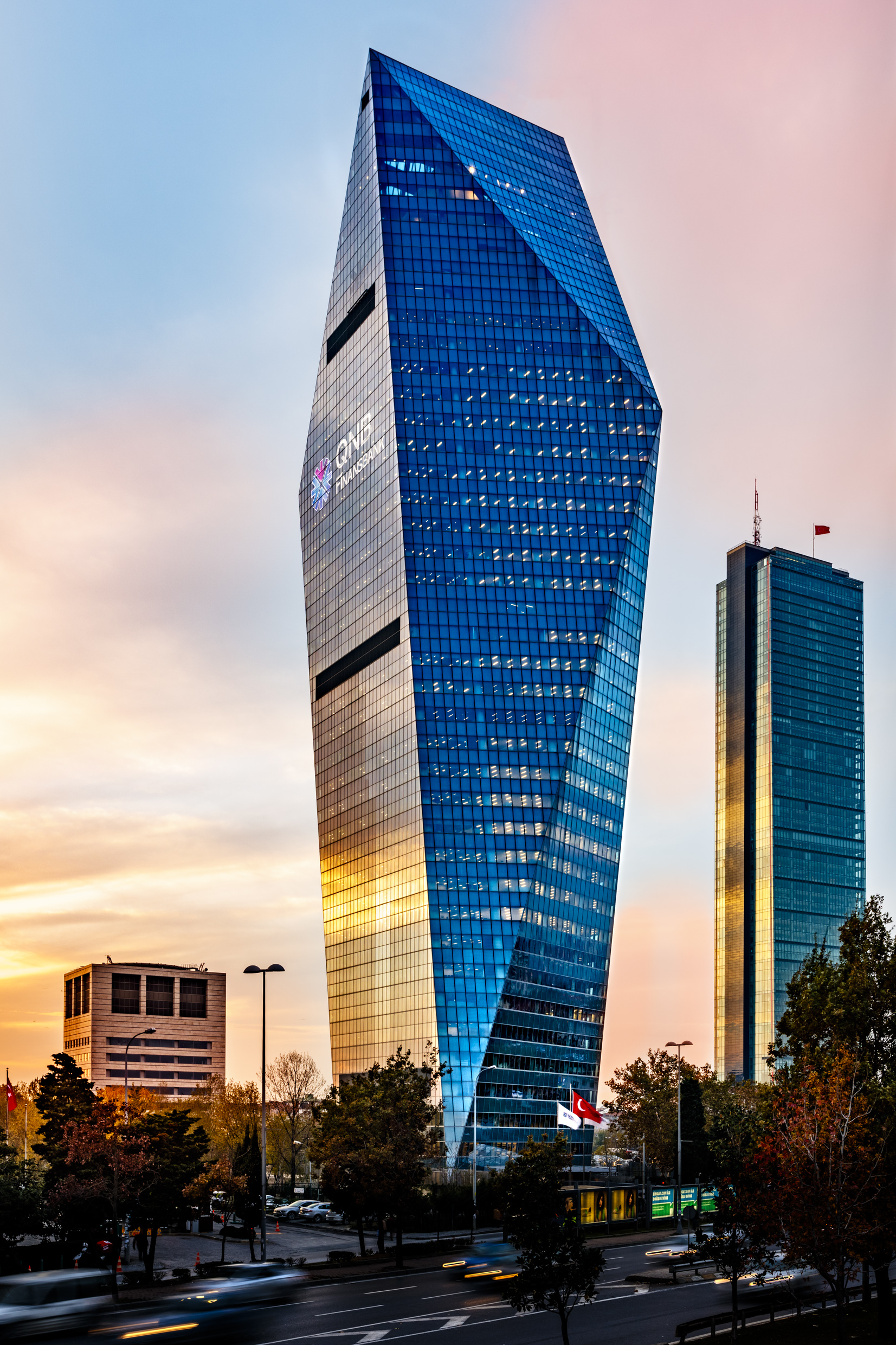
QNB Finansbank (centro) e Istanbul Sapphire (destra) a Levent, Istanbul.
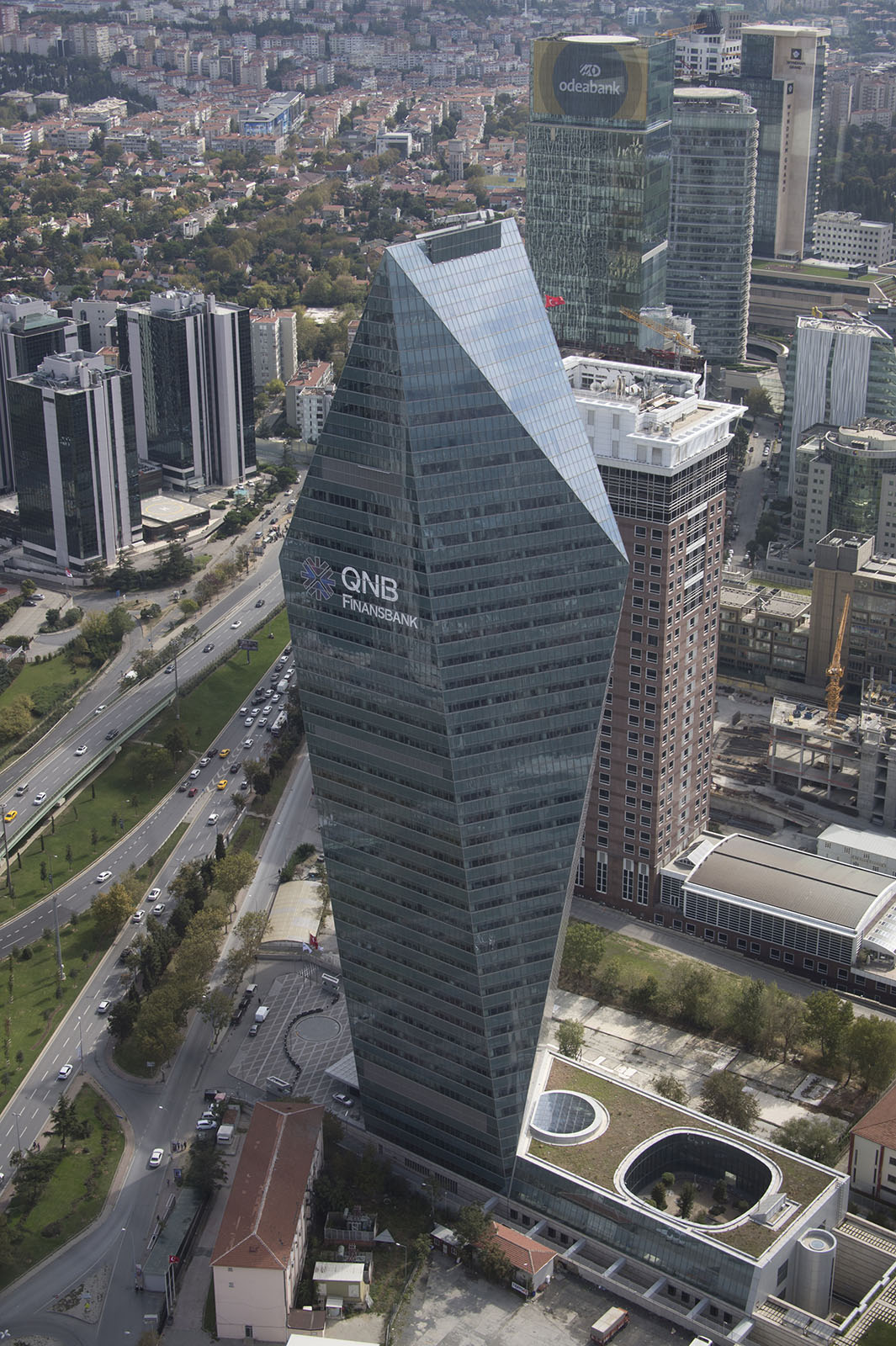
Vista dal piano di osservazione dello Istanbul Sapphire.
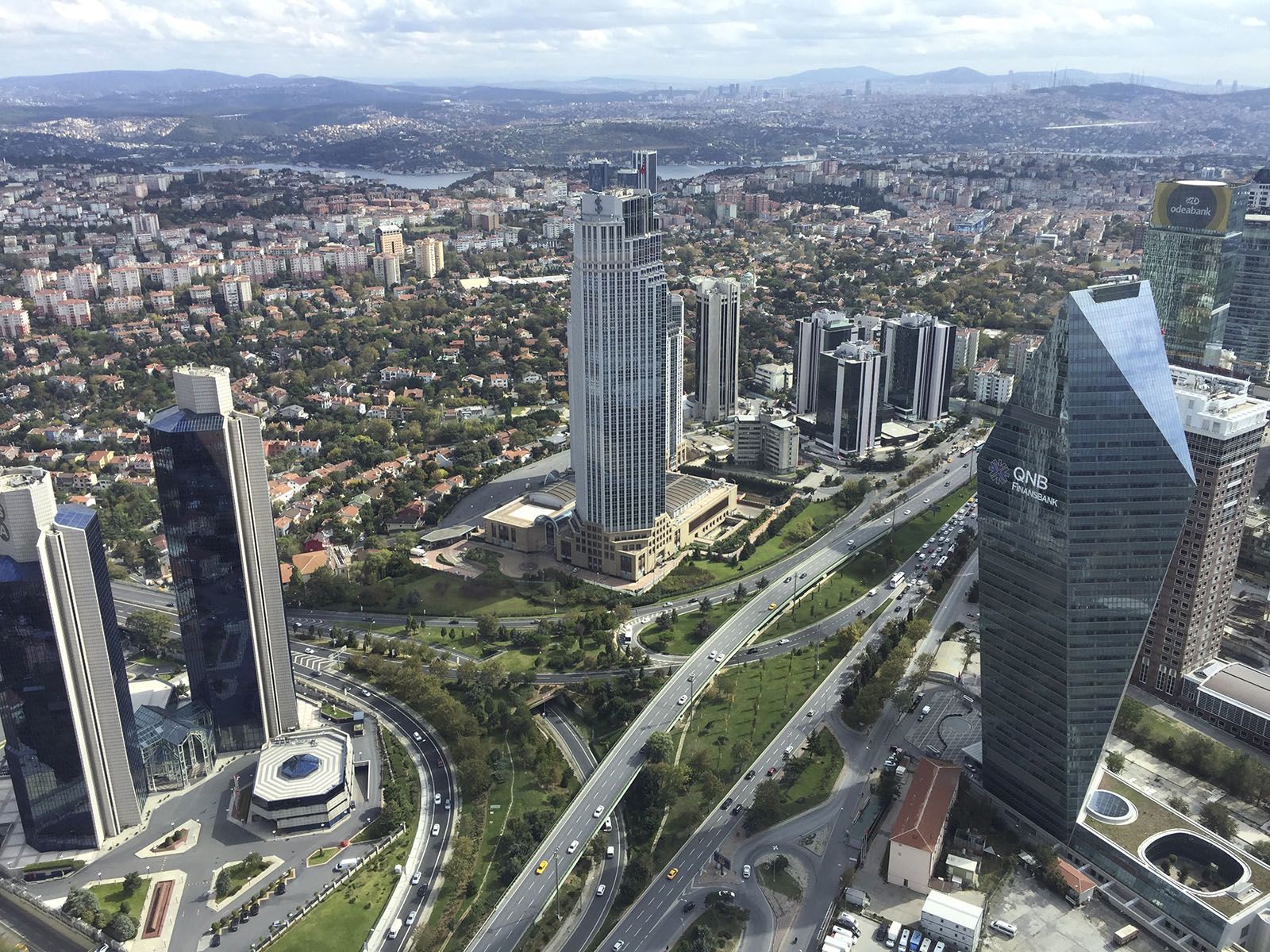
Vista delle torri Sabancı Center, Isbank, Yapı Kredi e QNB Finansbank dal tetto dell'Istanbul Sapphire.
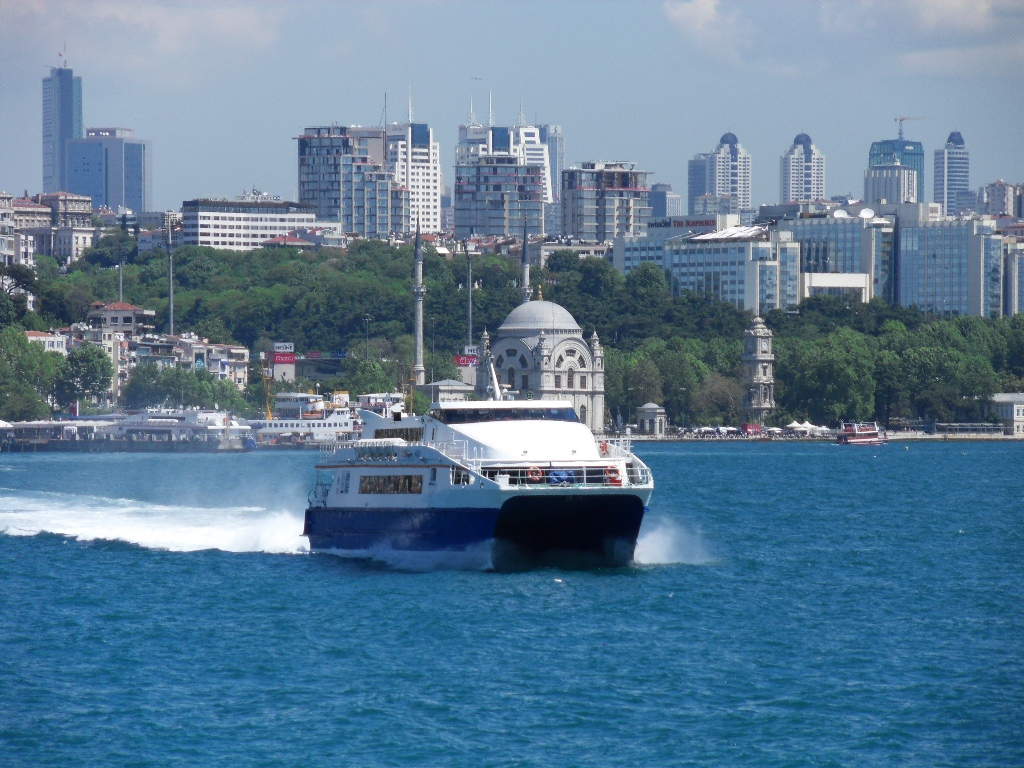
Veduta di Levent dal Bosforo. Istanbul Sapphire è il primo grattacielo a sinistra.
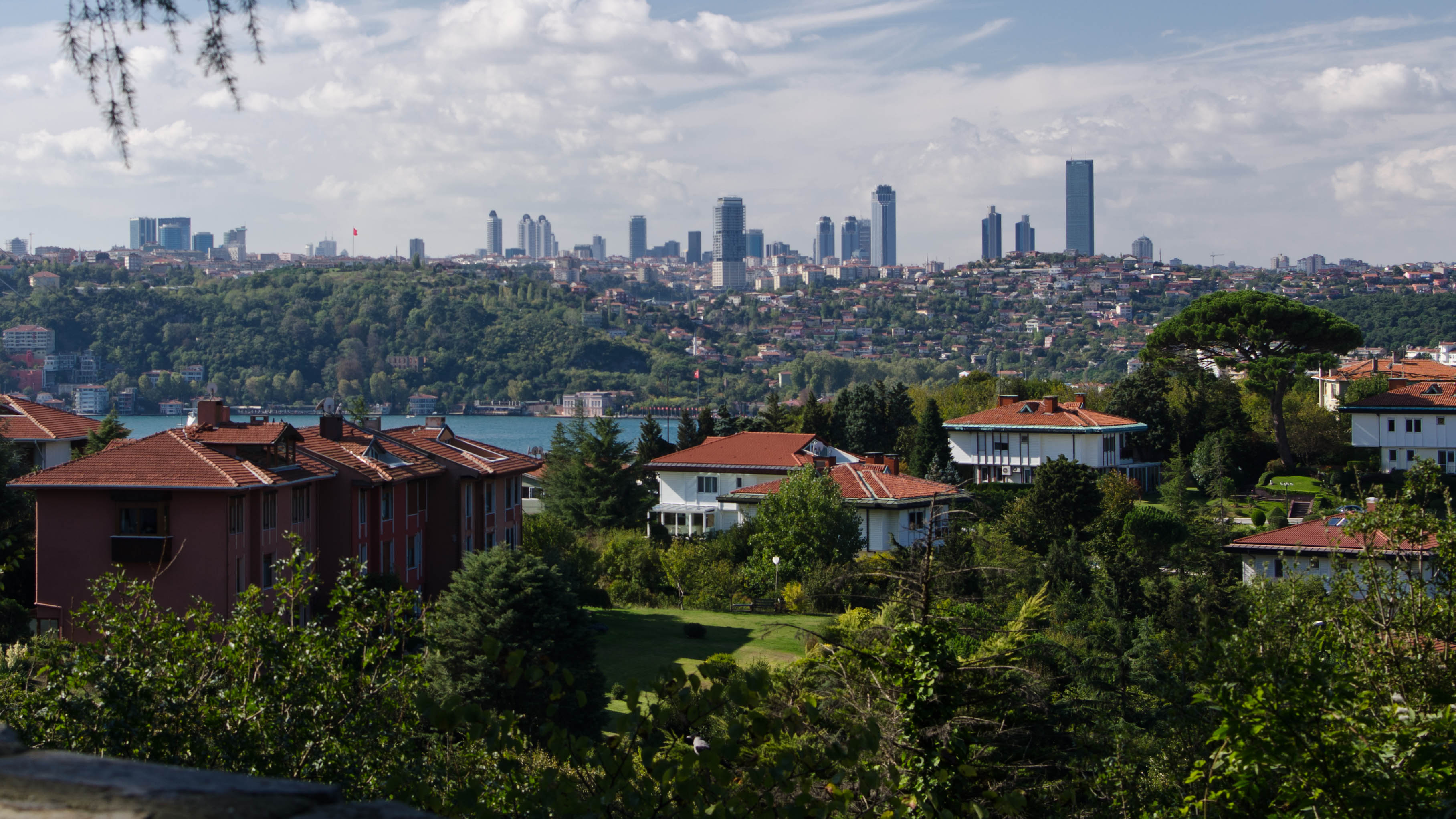
Veduta distante di Levent dalla sponda asiatica del Bosforo. Istanbul Sapphire è il primo grattacielo a destra.